# MiraMon
El MiraMon és un Sistema d'Informació Geogràfica (SIG) i programari de teledetecció. Permet la visualització, consulta, edició i anàlisi tant de mapes de bits (imatges de teledetecció, ortofotos, models digitals del terreny, mapes temàtics convencionals amb estructura de mapa de bit) com de mapes temàtics o topogràfics vectorials.
El projecte va començar el 1994 i des dels inicis, el programari va seduir milers d'usuaris en desenes de països. Consisteix en un lector universal de mapes gratuït, un navegador de codi obert i una versió professional de pagament. El lector universal permet accedir en línia a mapes intel·ligents sobre el medi ambient de Catalunya. Des del 2006, la versió professional és gratuïta per a l'administració pública, centres de recerca, xarxa de custòdia del territori i estudiants de Catalunya.